# Artiwara Kongmalai
Artiwara Kongmalai conocido artísticamente como Toon Bodyslam (en tailandés: อาทิวราห์ คงมาลัย, ตูน บอดี้แสลม) (30 de mayo de 1979 en la provincia de Suphanburi), es un cantante tailandés. Además es actor, director de orquesta, guitarrista, vocalista y compositor de la banda de rock Bodyslam.

## Discografía

### Canciones Particulares
- 2010 - Kid Hoad (Con Siriporn Ampaipong)[6]
- 2010 - Saeng Sud Thay
- 2013 - Ruea Lek Kuan Oak Chak Fang

## Flimiografía
- 2011 - SuckSeed